# Harlan House
La Harlan House era una residenza progettata nel 1892 dall'architetto Frank Lloyd Wright a Chicago, Illinois. L'edificio è considerato uno dei primi esempi dello stile distintivo di Wright e viene spesso classificato tra le sue Bootlegged Houses, ovvero abitazioni progettate senza l'autorizzazione del suo allora datore di lavoro, lo studio Adler & Sullivan .
L'edificio fu distrutto da un incendio nel 1963, e oggi non ne rimane alcuna traccia . Tuttavia, la Harlan House rimane un punto di riferimento nella storia dell'architettura di Wright, poiché rappresenta una fase cruciale nella sua evoluzione stilistica e professionale .

## Storia
Il committente della casa era il Dr. Allison W. Harlan, un rinomato dentista di Chicago, nato il 15 novembre 1851 e deceduto il 6 marzo 1909. Harlan fu una figura di spicco nel campo dell'odontoiatria, contribuendo alla fondazione del Chicago College of Dental Surgery e della rivista The Dental Review, di cui fu anche editore .
Frank Lloyd Wright, all'epoca impiegato presso lo studio Adler & Sullivan, progettò la Harlan House di nascosto, insieme ad altre residenze private, per ottenere un guadagno extra e affrontare le proprie difficoltà finanziarie. Questo portò a un conflitto con Sullivan, che, una volta scoperta la sua attività indipendente, si rifiutò di consegnargli il titolo di proprietà della sua casa a Oak Park . Wright stesso descrisse la Harlan House come la prima opera in cui il suo stile architettonico personale si manifestava senza influenze esterne .
L'edificio venne distrutto da un incendio nel 1963 .

## Caratteristiche architettoniche
La Harlan House presentava alcune delle soluzioni che sarebbero diventate tratti distintivi dell'architettura residenziale di Wright:
- Orientamento strategico: la casa era situata al margine settentrionale del lotto per massimizzare l'esposizione alla luce naturale sul lato sud [2].
- Uso di cantilever: i balconi del secondo piano erano sostenuti da mensole a sbalzo, una tecnica innovativa per l'epoca [2].
- Ampie vetrate: il soggiorno al primo piano era dotato di grandi finestre che si affacciavano su una terrazza, creando un forte collegamento tra interno ed esterno [2].
- Decorazioni Sullivanesque: i balconi erano ornati con pannelli decorativi in stile Louis Sullivan, a testimonianza dell'influenza del maestro su Wright [1].
- Distribuzione interna: l'ingresso si trovava sul lato sinistro dell'edificio, con una scala che conduceva a un atrio a doppia altezza. Il soggiorno si apriva su una terrazza chiusa, con cinque porte-finestre che garantivano continuità visiva con l'esterno [1].

Nel corso del tempo, alcune modifiche alterarono il progetto originale: il balcone frontale venne modificato e quello laterale eliminato, esponendo un’ampia finestra semicircolare nella tromba delle scale .